# Hausa
Hausa (inaczej: Hausańczycy, daw. też Hausowie, nazwa własna Hausawa) – lud afrykański, którego tereny macierzyste obejmują północno-zachodnią Nigerię i południowy Niger. Skupiska Hausańczyków znajdują się w wielu krajach Afryki Zachodniej wskutek ich działalności handlowej i misjonarskiej. Posługują się językiem hausa.

## Historia
Od X wieku Hausańczycy tworzyli społeczność rolniczo-myśliwską. Z czasem wykształcił się u nich system miast-państw: warownych osiedli, które panowały nad okolicznymi obszarami i wokół których rozwijały się handel i rzemiosło. Do takich miast państw należały m.in. Zaria, Kano, Katsina i Gobir. Partnerami ekonomicznymi Hausańczyków były wówczas państwa Mali, Songhaj i Kanem-Bornu.
Od XIV wieku na tereny Hausańczykow zaczął napływać islam za sprawą kupców i duchownych muzułmańskich. Przez dłuższy czas islam współżył pokojowo z religiami rodzimymi. Położyła temu kres święta wojna prowadzona przez kaznodzieję Usmana dan Fodio (1754–1817), z pochodzenia Fulanina. Ok. 1810 Fulanie podporządkowali sobie ziemię Hausańczyków i wprowadzili scentralizowany feudalny system władzy oparty na szariacie. W czasach kolonialnych ziemie Hausańczyków zajęli Anglicy, którzy pozostawili jednak lokalnym emirom znaczny zakres samodzielności. Po odzyskaniu przez Nigerię niepodległości Hausańczycy kontrolują jej północne stany.

## Religia
Obecnie Hausańczycy są w większości sunnitami. Tradycyjna religia (zob. religie rodzime Afryki) przetrwała wśród ludności zwanej Maguzawa. Ich religia koncentruje się wokół wszechmocnych duchów bori.

## Obyczaje i zwyczaje
Struktura społeczna jest mocno zhierarchizowana i istnieją różne stopnie dostojników, jak i ludzi zależnych. Podstawowe zajęcia to: rolnictwo (uprawa sorgo, pszenicy, manioku, orzeszków ziemnych), rzemiosło (tkactwo, kowalstwo, farbowanie tkanin) oraz handel. Hausańczycy uprawiali co najmniej od XVI wieku dalekosiężny handel karawanowy na całym obszarze Afryki Zachodniej.
Życie rodzinne jest zorganizowane w sposób patriarchalny: panuje poligynia, a dodatkowo często przestrzega się zwyczaju kulle polegającego na zakazie opuszczania przez kobiety w wieku rozrodczym domostwa.

## Galeria

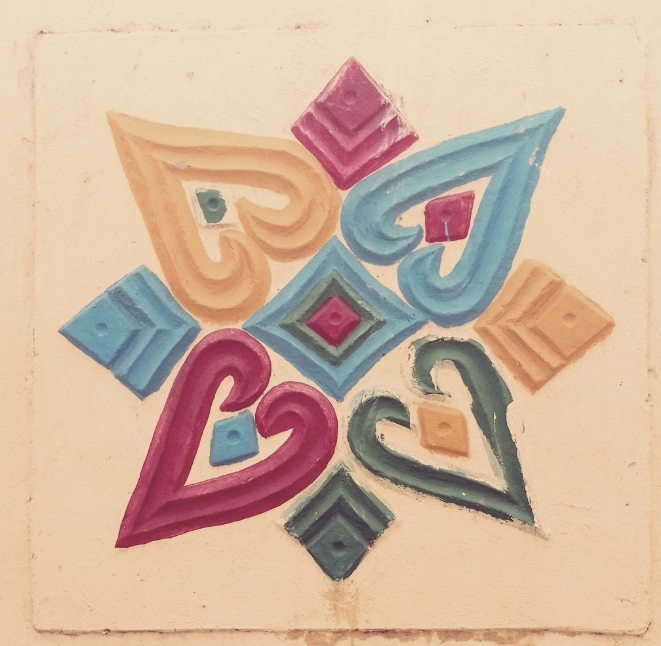
Tambarin arewa - popularny symbol Hausa
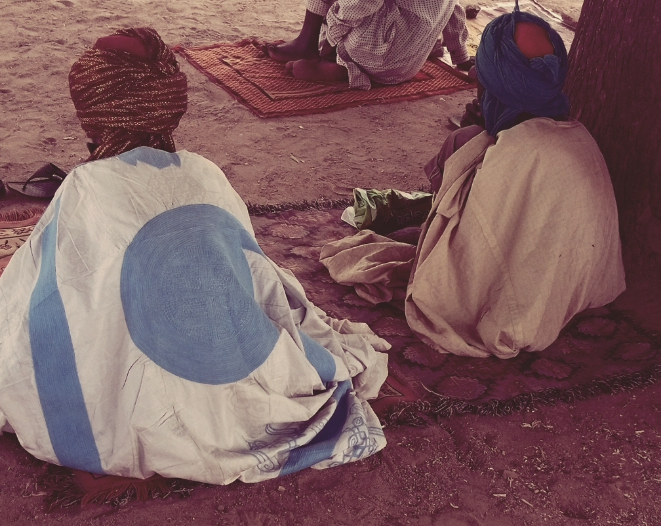
Hausa w Nigerii
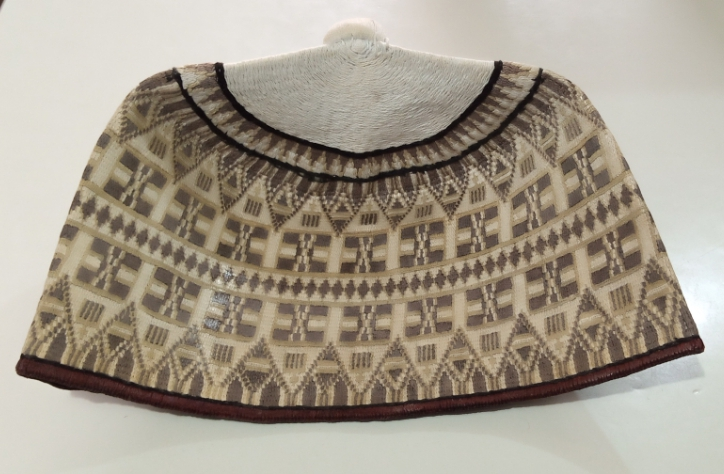
Tradycyjne nakrycie głowy Hausa